# 宇検村立田検中学校
宇検村立田検中学校（うけんそんりつ たけんちゅうがっこう）は、鹿児島県大島郡宇検村田検にある村立中学校。

## 概要
奄美大島の西部、宇検村の中央部に位置している中学校である。平成23年4月1日現在の生徒数は38名である。部活動には男女バレーボール部，男女柔道部，男女剣道部がある。

## 沿革
- 1948年（昭和23年） - 宇検村立田検中学校が設置される。同時に須古・名柄・阿室の3分校を設置[2]。
- 1952年（昭和27年）4月 - 琉球教育法が施行されたのに伴い、宇検村地区教育委員会立田検中学校に改称[2]。
- 1952年（昭和27年）12月 - 3分校が独立。同時に宇検村立田検中学校に改称[2]。

## 校則
以前は、男子生徒に校則で頭髪を丸刈り（坊主）を強制していたが、現在は校則による強制は廃止されている。

## 校区
- 田検中学校